# 忠孝路 (高雄市區)
忠孝路（Jhongsiao Rd.）為高雄市的南北向主要道路，本道路共分成二個部分，行經三民區、新興區及苓雅區。起端為鐵道二街，末端為三多三路。

## 行經行政區域
（由北至南）
- 三民區
- 新興區
- 苓雅區

## 分段
忠孝路共分成二個部分：
- 忠孝一路：北起於鐵道二街口，南於青年一路口接忠孝二路。
- 忠孝二路：北於青年一路口接忠孝一路，南止於三多三路口。

## 沿線設施
（由北至南）
- 忠孝一路
  - 長明街成衣、電子商圈
  - 幸福川忠孝橋
  - 新興區里聯合活動中心
  - 彰化銀行七賢分行
  - 高雄市新興區七賢國民小學 （页面存档备份，存于）
  - 十一號公園（六合公園）
  - 捷運美麗島站
  - 基督教神召會
  - 高雄市新興區新興國小 （页面存档备份，存于）
  - 忠孝公園
    - 高雄市立圖書館新興分館（忠孝公園內）

  - 冒煙的喬忠孝店
  - 高雄市稅捐處新興分處
- 忠孝二路
  - 春升紅燒豬肉麵
  - 高雄市空間藝術學會
  - 忠孝夜市
  - 土地銀行苓雅分行

## 公共自行車
- 高雄市公共自行車租賃系統：
  - 建國忠孝一路口：建國二路/忠孝一路(東北側)
  - 六合公園(七賢路)：七賢一路420號南側
  - 六合公園(六合一路)：六合一路/忠孝一路(東南側)
  - 中正忠孝一路口：中正三路/忠孝一路(東南側)
  - 忠孝公園：忠孝一路/民生一路口東南側

## 內部連結
- 高雄市主要道路列表